# Рихтер, Иоахим
Иохим Рихтер (нем. Joachim Richter; 28 июля 1896, Магдебург — 19 марта 1979, Бад-Арользен, ФРГ) — оберфюрер СС, кавалер Рыцарского креста Железного креста.

## Первая мировая война
В 1914 году, сын полковника, Иохим Рихтер поступил фанен-юнкером в артиллерию. Служил в рядах 11-го пешего артиллерийского полка, поднявшись от офицера-наблюдателя до командира дивизиона. За боевые заслуги награждён Железным крестом 2-х степеней.
С начала 1919 служил в Южной армии в составе пограничной охраны «Восток». После демобилизации занимался сельским хозяйством.

## Карьера
С 1924 являлся членом «Стального шлема». 5 мая 1933 вступил в НСДАП (№ 3553548), а 8 мая в СС (№ 56182).
30 января 1934 года произведён в унтерштурфюреры СС, состоял в штабе оберабшнита СС «Юго-Восток». 29 апреля 1937 повышен до штандартенфюрера СС.
В 1939 году поступил в части усиления СС в дивизию СС «Викинг», где командовал 2-м дивизионом артиллерийского полка СС, а затем 5-м артиллерийским полком СС.
23 февраля 1944 года награждён Рыцарским крестом Железного креста.
В период с 5 по 17 февраля 1945 года командовал 32-й добровольческой пехотной дивизией СС «30 января».
20 апреля 1945 произведён в оберфюреры СС.
В мае 1945 года попал в плен.

## Награды
- Железный крест 2-го класса
- Железный крест 1-го класса
- Немецкий крест в золоте (17 ноября 1943)
- Рыцарский крест (23 февраля 1944)